# Hannes Blaschke
Johannes Blaschke (* 20. Juli 1960) ist ein deutscher Triathlet und Triathlonveranstalter.

## Werdegang
Nach einigen Jahren als Fußballspieler in der Bayernliga und als Radrennfahrer in der A-Amateurklasse fand Blaschke 1983 den Weg zum Ausdauerdreikampf und startete beim Allgäu Triathlon.
1984 erfolgte die erste Teilnahme beim Ironman Hawaii. Blaschke konnte als Sportler und Triathlet der ersten Stunde dort den ersten deutschen Erfolg erzielen. Er landete 1985 auf Hawaii als erster Deutscher unter den Top Ten und erzielte den vierten Platz. Damit hielt er, neben Klaus Barth, als Brustschwimmer Mitglied des deutschen Olympiateams 1968, der 1986 ebenfalls Vierter wurde, für acht Jahre die beste Platzierung eines Deutschen auf Hawaii.
Er nahm insgesamt fünf Mal an diesem Wettkampf teil.
1989 belegte er den zweiten Platz beim Ultraman Hawaii.
Beruflich hat sich Blaschke nach dem Lehramtsstudium für eine Tätigkeit im Reisegewerbe entschieden und gründete das Unternehmen Hannes-Hawaii-Tours.
2013 gab er bekannt, als ein Nachfolger von German Altenried die Geschäftsleitung des Allgäu Triathlons zusammen mit Christoph Fürleger und anderen Partnern zu übernehmen.

## Sportliche Erfolge
| Datum/Jahr    | Platz | Wettbewerb       | Austragungsort | Zeit     | Bemerkung                                          |
| ------------- | ----- | ---------------- | -------------- | -------- | -------------------------------------------------- |
| 4. Aug. 2001  | 102   | Zürich Triathlon | Zürich         | 02:26:33 | 750 m Schwimmen, 25 km Radfahren und 7,5 km Laufen |
| 27. Juli 1985 | 9     | Allgäu Triathlon | Immenstadt     |          | ETU Europameisterschaft                            |
| 1983          |       | Allgäu Triathlon | Immenstadt     |          | 2 km Schwimmen, 120 km Radfahren und 20 km Laufen  |

| Datum/Jahr    | Platz | Wettbewerb        | Austragungsort | Zeit     | Bemerkung   |
| ------------- | ----- | ----------------- | -------------- | -------- | ----------- |
| 7. Nov. 2015  | 960   | Ironman Florida   | Panama City    | 13:34:14 |             |
| 25. Aug. 2003 | 314   | Ironman Canada    | Penticton      | 10:56:26 |             |
| 15. Okt. 1994 | 709   | Ironman Hawaii    | Kailua-Kona    | 11:41:09 |             |
| 20. Apr. 1993 | 147   | Ironman Australia | Forster        | 10:17:15 |             |
| 6. Okt. 1990  | 421   | Ironman Hawaii    | Kailua-Kona    | 11:15:57 |             |
| 1989          | 2     | Ultraman Hawaii   | Hawaii         | 24:14:20 | [ 6 ] [ 7 ] |
| 26. Okt. 1985 | 4     | Ironman Hawaii    | Kailua-Kona    | 09:32:15 | [ 8 ]       |
| Okt. 1984     | 14    | Ironman Hawaii    | Kailua-Kona    | 10:12:21 |             |